# آرماندو گبوزا
آرماندو گِبوزا یا آرماندو گبوزا (به انگلیسی: Armando Emílio Guebuza) (زاده ۲۰ ژانویه ۱۹۴۳) سیاستمدار و رئیس‌جمهور موزامبیک از حزب فریلیمو از سال ۲۰۰۵ تا ۱۵ ژانویه ۲۰۱۵ است. وی در دولت سامورا ماچل وزیر کشور بود.
گبوزا یکی از ثروتمندترین مردان موزامبیک است و تاجر ثروتمند، در ساخت و ساز، صادرات و صنایع ماهیگیری است. از این رو به نام مستعار Mr Gue-Business می‌شناسند.

## ریاست جمهوری

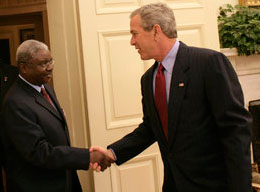
دیدار گبوزا با جرج بوش در دفتر ریاست جمهوری آمریکا، ۱۳ ژوئن ۲۰۰۵

او به عنوان کاندیدای ریاست جمهوری حزب (FRELIMO) در سال ۲۰۰۲ پس از یک مبارزه سخت درون حزبی انتخاب شد. وی دبیرکل حزب در همان سال شد.
گبوزا در انتخابات ریاست جمهوری موزامبیک دسامبر ۲۰۰۴ با کسب ۶۴ درصد آرا پیروز شد و دوباره در انتخابات ریاست جمهوری اکتبر ۲۰۰۹ برای مدت پنج سال دیگر توانست در مقابل «آفونسو دلاکاما» رهبر سابق شورشیان این کشور از حزب مقاومت ملی موزامبیک و «دیوید سیمانگو» شهردار بیرا به پیروزی برسد.
موزامبیک یکی از فقیرترین کشورهای جهان است و سرمایه‌گذاری کشورهای خارجی در زمینه گاز، زغال‌سنگ و غیره، موجب رشد تولید خالص داخلی در این کشور شده‌است.